# Cerro Napa
Cerro Napa är ett berg i Chile, på gränsen till Bolivia.   Det ligger i provinsen Provincia del Tamarugal och regionen Región de Tarapacá, i den norra delen av landet, 1 500 km norr om huvudstaden Santiago de Chile. Toppen på Cerro Napa är 5 146 meter över havet.
Terrängen runt Cerro Napa är huvudsakligen lite bergig. Cerro Napa är den högsta punkten i trakten. Trakten runt Cerro Napa är nära nog obefolkad, med mindre än två invånare per kvadratkilometer.. Det finns inga samhällen i närheten. 
Omgivningarna runt Cerro Napa är i huvudsak ett öppet busklandskap.